# 瓦爾默施泰納赫河
49°57′10.6″N 11°36′56.7″E / 49.952944°N 11.615750°E

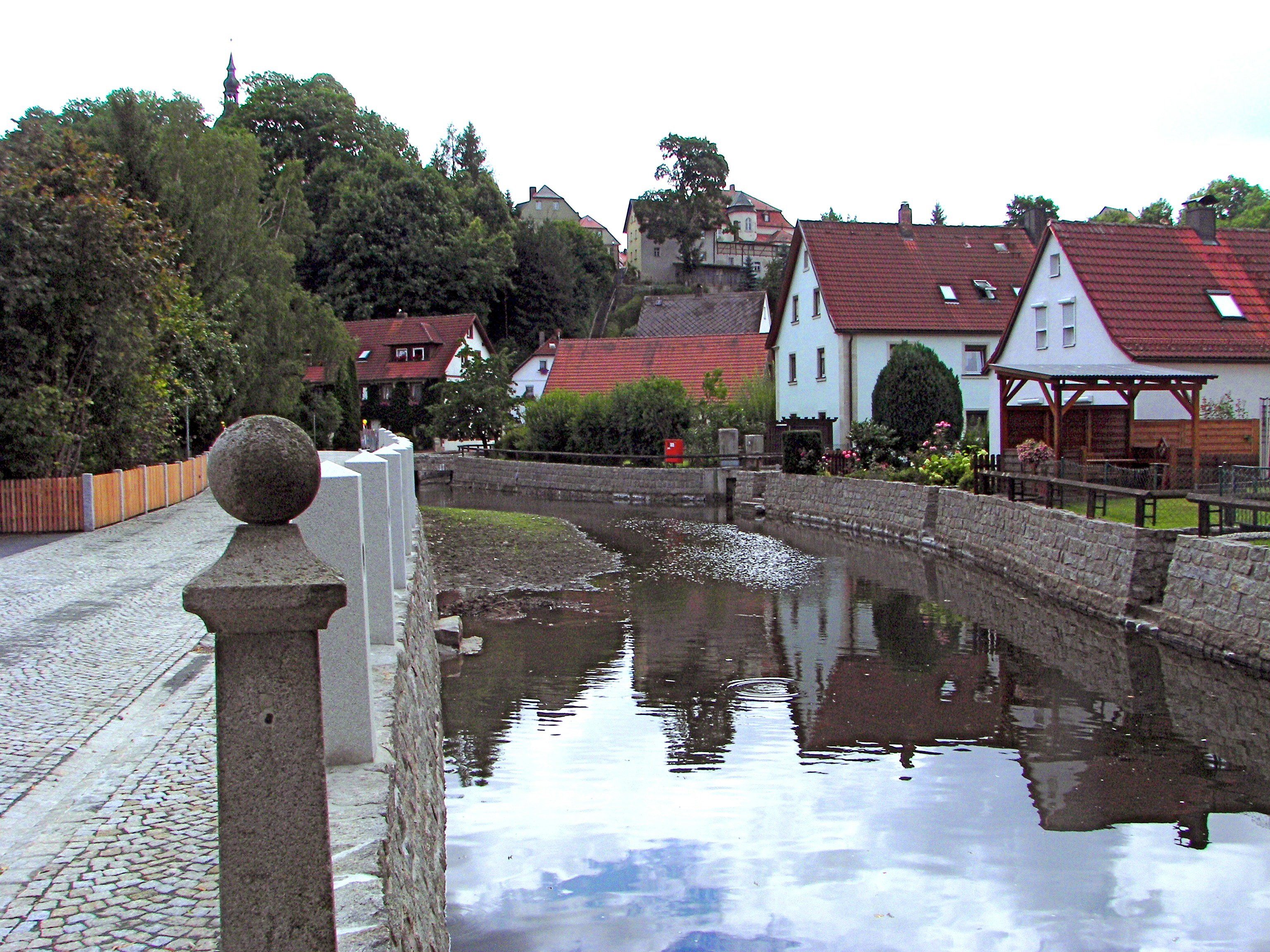

瓦爾默施泰納赫河是德國的河流，位於該國東南部，由巴伐利亞負責管轄，屬於紅美因河的右支流，河道全長24.6公里，流域面積87.9平方公里。